# Ковиљијајо (Фиренца)
Ковиљијајо је насеље у Италији у округу Фиренца, региону Тоскана.
Према процени из 2011. у насељу је живело 104 становника. Насеље се налази на надморској висини од 856 м.